# Dolisie
Dolisie (do 1991. Loubomo, danas često i Dolisie-Loubomo) grad je u Republici Kongu, u regiji Niari. Važan je trgovački centar i svojevrsna prometna poveznica između Brazzavillea i Pointe-Noirea. Leži na rubu kišne šume, 350 km od Brazzavillea i stotinjak km od Atlantika.
Prema popisu iz 2007. godine, Dolisie je imao 83.802 stanovnika, čime je bio treći grad prema brojnosti u državi.